# Balta bicolor
Balta bicolor är en kackerlacksart som beskrevs av Morgan Hebard 1943. Balta bicolor ingår i släktet Balta och familjen småkackerlackor. Inga underarter finns listade.